# Pinggan (Bulu)
Pinggan is een bestuurslaag in het regentschap Rembang van de provincie Midden-Java, Indonesië. Pinggan telt 1362 inwoners (volkstelling 2010).